# دانا بي رووي
دانا بي رووي (بالإنجليزية: Dana P. Rowe)‏ هو ملحن أمريكي، ولد في 1957.

## وصلات خارجية
- دانا بي رووي على موقع IMDb (الإنجليزية)
- دانا بي رووي على موقع ميوزك برينز (الإنجليزية)
- دانا بي رووي على موقع أول ميوزيك (الإنجليزية)
- دانا بي رووي على موقع ديسكوغز (الإنجليزية)